# Classifica finale del Tour de France 2006

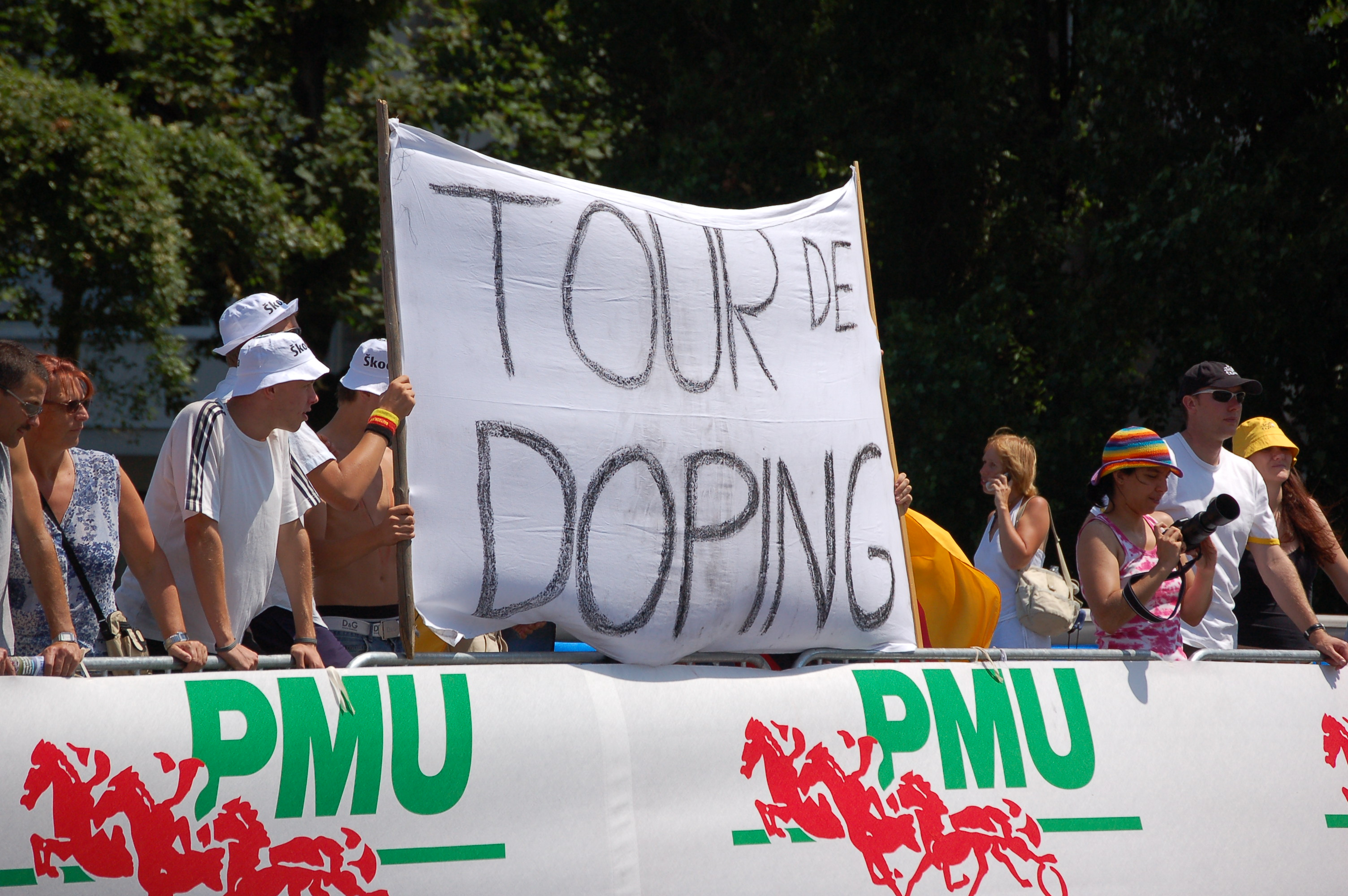
Le contestazioni dei tifosi

Il Tour de France del 2006 è stato vinto da Floyd Landis, il quale però era stato trovato positivo al doping (testosterone) dopo la 17ª tappa. Il secondo arrivato, Óscar Pereiro - dopo la squalifica di Landis - per un periodo è stato considerato il vincitore, ma nel gennaio 2007 è emersa una sua positività al salbutamolo (un farmaco dopante contro l'asma). L'Unione Ciclistica Internazionale ha fornito un formale permesso retroattivo a Pereiro (per ragioni di salute), ma l'agenzia anti-doping francese AFLD non ha ancora accettato le spiegazioni su questa positività.
Óscar Pereiro è il vincitore ufficiale dell'edizione 2006, dopo la sentenza dell'Agenzia Antidoping USA, datata 20 settembre 2007, che dichiarava colpevole l'ex corridore della Phonak.

## Classifica finale
| Pos. | Corridore             | Squadra       | Tempo      |
| ---- | --------------------- | ------------- | ---------- |
| SQ   | Floyd Landis          | Phonak        | 89h39'30"  |
| 1    | Óscar Pereiro         | C. d'Epargne  | 89h40'27"  |
| 2    | Andreas Klöden        | T-Mobile      | a 32"      |
| 3    | Carlos Sastre         | Team CSC      | a 2'16"    |
| 4    | Cadel Evans           | Davitamon     | a 4'11"    |
| 5    | Denis Men'šov         | Rabobank      | a 6'09"    |
| 6    | Cyril Dessel          | AG2R Prév.    | a 7'44"    |
| 7    | Christophe Moreau     | AG2R Prév.    | a 8'40"    |
| 8    | Haimar Zubeldia       | Euskaltel     | a 11'08"   |
| 9    | Michael Rogers        | T-Mobile      | a 14'10"   |
| 10   | Fränk Schleck         | Team CSC      | a 16'49"   |
| 11   | Damiano Cunego        | Lampre        | a 18'22"   |
| SQ   | Levi Leipheimer       | Gerolsteiner  | a 18'25"   |
| 12   | Michael Boogerd       | Rabobank      | a 18'49"   |
| 13   | Markus Fothen         | Gerolsteiner  | a 19'00"   |
| 14   | Pietro Caucchioli     | Crédit Agr.   | a 20'15"   |
| 15   | Tadej Valjavec        | Lampre        | a 25'28"   |
| 16   | Michael Rasmussen     | Rabobank      | a 27'36"   |
| 17   | José Azevedo          | Discovery     | a 37'36"   |
| 18   | Marzio Bruseghin      | Lampre        | a 42'33"   |
| 19   | David Arroyo          | C. d'Epargne  | a 43'03"   |
| 20   | Francisco Vila        | Lampre        | a 43'31"   |
| 21   | Patrick Sinkewitz     | T-Mobile      | a 48'04"   |
| 22   | Christian Vande Velde | Team CSC      | a 49'22"   |
| 23   | Jaroslav Popovyč      | Discovery Ch. | a 51'05"   |
| 24   | Giuseppe Guerini      | T-Mobile      | a 57'27"   |
| 25   | Eddy Mazzoleni        | T-Mobile      | a 1h01'43" |
| 26   | José Luis Arrieta     | AG2R Prév.    | a 1h02'03" |
| 27   | Pierrick Fédrigo      | Bouygues      | a 1h04'30" |
| 28   | Vladimir Karpec       | C. d'Epargne  | a 1h06'21" |
| 29   | Axel Merckx           | Phonak        | a 1h08'31" |
| 30   | George Hincapie       | Discovery     | a 1h10'17" |
| 31   | Xabier Zandio         | C. d'Epargne  | a 1h15'50" |
| 32   | Sylvain Calzati       | AG2R Prév.    | a 1h19'29" |
| 33   | Iker Camaño           | Euskaltel     | a 1h20'37" |
| 34   | Mikel Astarloza       | AG2R Prév.    | a 1h23'29" |
| 35   | Stéphane Goubert      | AG2R Prév.    | a 1h27'36" |
| 36   | Laurent Lefèvre       | Bouygues      | a 1h29'27" |
| 37   | Benoît Salmon         | Agritubel     | a 1h29'58" |
| 38   | Christophe Brandt     | Davitamon     | a 1h33'27" |
| 39   | Christophe Rinero     | Saunier D.    | a 1h34'02" |
| 40   | Egoi Martínez         | Discovery     | a 1h34'15" |
| 41   | Iván Parra            | Cofidis       | a 1h36'12" |
| 42   | Cristian Moreni       | Cofidis       | a 1h37'10" |
| 43   | Sylvain Chavanel      | Cofidis       | a 1h39'08" |
| 44   | Rubén Lobato          | Saunier D.    | a 1h39'55" |
| 45   | Georg Totschnig       | Gerolsteiner  | a 1h41'58" |

| Pos. | Corridore           | Squadra      | Tempo      |
| ---- | ------------------- | ------------ | ---------- |
| 46   | Patrice Halgand     | Crédit Agr.  | a 1h42'06" |
| 47   | Aleksandr Bočarov   | Crédit Agr.  | a 1h43'49" |
| 48   | Iñigo Landaluze     | Euskaltel    | a 1h47'25" |
| 49   | Matthieu Sprick     | Bouygues     | a 1h47'34" |
| 50   | Serhij Hončar       | T-Mobile     | a 1h48'25" |
| 51   | Jens Voigt          | Team CSC     | a 1h49'44" |
| 52   | Matthias Kessler    | T-Mobile     | a 1h51'06" |
| 53   | Stefano Garzelli    | Liquigas     | a 1h52'58" |
| 54   | David de la Fuente  | Saunier D.   | a 1h54'22" |
| 55   | Salvatore Commesso  | Lampre       | a 1h55'58" |
| 56   | David Moncoutié     | Cofidis      | a 2h02'13" |
| 57   | David Millar        | Saunier D.   | a 2h03'13" |
| 58   | Gilberto Simoni     | Saunier D.   | a 2h06'21" |
| 59   | Moisés Dueñas       | Agritubel    | a 2h07'02" |
| 60   | Koos Moerenhout     | Phonak       | a 2h08'06" |
| 61   | Thomas Löfkvist     | F. des Jeux  | a 2h11'16" |
| 62   | Chris Horner        | Davitamon    | a 2h11'28" |
| 63   | Pavel Padrnos       | Discovery    | a 2h15'48" |
| 64   | Sebastian Lang      | Gerolsteiner | a 2h24'18" |
| 65   | Alessandro Ballan   | Lampre       | a 2h25'37" |
| 66   | Fabian Wegmann      | Gerolsteiner | a 2h26'20" |
| 67   | Sandy Casar         | F. des Jeux  | a 2h27'37" |
| 68   | Paolo Tiralongo     | Lampre       | a 2h31'11" |
| 69   | Iñaki Isasi         | Euskaltel    | a 2h31'39" |
| 70   | Juan Manuel Gárate  | Quick Step   | a 2h31'50" |
| 71   | Didier Rous         | Bouygues     | a 2h31'57" |
| 72   | David Zabriskie     | Team CSC     | a 2h32'49" |
| 73   | Gorka Verdugo       | Euskaltel    | a 2h32'55" |
| 74   | Christophe Le Mével | Crédit Agr.  | a 2h33'27" |
| 75   | Carlos Da Cruz      | F. des Jeux  | a 2h39'04" |
| 76   | Francisco Ventoso   | Saunier D.   | a 2h40'25" |
| 77   | Simon Gerrans       | AG2R Prév.   | a 2h45'36" |
| 78   | Manuel Quinziato    | Liquigas     | a 2h46'36" |
| 79   | Björn Schröder      | Team Milram  | a 2h46'51" |
| 80   | Juan Antonio Flecha | Rabobank     | a 2h48'56" |
| 81   | Jérôme Pineau       | Bouygues     | a 2h50'25" |
| 82   | Vjačeslav Ekimov    | Discovery    | a 2h50'36" |
| 83   | Joost Posthuma      | Rabobank     | a 2h51'03" |
| 84   | Erik Zabel          | Team Milram  | a 2h51'16" |
| 85   | Benoît Vaugrenard   | F. des Jeux  | a 2h51'34" |
| 86   | Anthony Geslin      | Bouygues     | a 2h51'34" |
| 87   | Thomas Voeckler     | Bouygues     | a 2h52'00" |
| 88   | Manuel Calvente     | Agritubel    | a 2h52'30" |
| 89   | Stuart O'Grady      | Team CSC     | a 2h54'28" |
| 90   | José Luis Rubiera   | Discovery    | a 2h54'47" |
| 91   | Pieter Weening      | Rabobank     | a 2h55'06" |
| 92   | Bram Tankink        | Quick Step   | a 2h56'05" |

| Pos. | Corridore           | Squadra      | Tempo      |
| ---- | ------------------- | ------------ | ---------- |
| 93   | Cédric Vasseur      | Quick Step   | a 2h57'58" |
| 94   | Ronny Scholz        | Gerolsteiner | a 2h59'51" |
| 95   | Alexandre Moos      | Phonak       | a 3h00'37" |
| 96   | Riccardo Riccò      | Saunier D.   | a 3h00'40" |
| 97   | Marco Velo          | Team Milram  | a 3h01'12" |
| 98   | Nicolas Portal      | C. d'Epargne | a 3h01'23" |
| 99   | Luca Paolini        | Liquigas     | a 3h03'21" |
| 100  | Ralf Grabsch        | Team Milram  | a 3h03'24" |
| 101  | Nicolas Jalabert    | Phonak       | a 3h04'08" |
| 102  | Christian Knees     | Team Milram  | a 3h05'01" |
| 103  | Gustav Larsson      | F. des Jeux  | a 3h05'17" |
| 104  | Mario Aerts         | Davitamon    | a 3h05'29" |
| 105  | Bert Grabsch        | Phonak       | a 3h07'26" |
| 106  | Bernhard Eisel      | F. des Jeux  | a 3h08'02" |
| 107  | Daniele Righi       | Lampre       | a 3h11'54" |
| 108  | Philippe Gilbert    | Team Milram  | a 3h12'06" |
| 109  | Walter Beneteau     | Bouygues     | a 3h14'44" |
| 110  | Johan Vansummeren   | Davitamon    | a 3h17'47" |
| 111  | Sébastien Hinault   | Crédit Agr.  | a 3h18'18" |
| 112  | Anthony Charteau    | Crédit Agr.  | a 3h19'32" |
| 113  | José Vicente García | C. d'Epargne | a 3h19'35" |
| 114  | Robbie McEwen       | Davitamon    | a 3h20'04" |
| 115  | Eduardo Gonzalo     | Agritubel    | a 3h20'30" |
| 116  | Michael Albasini    | Liquigas     | a 3h20'37  |
| 117  | Matej Mugerli       | Liquigas     | a 3h20'51" |
| 118  | Samuel Dumoulin     | AG2R Prév.   | a 3h21'18" |
| 119  | Thor Hushovd        | Crédit Agr.  | a 3h22'55" |
| 120  | Víctor Hugo Peña    | Phonak       | a 3h23'39" |
| 121  | Stéphane Augé       | Cofidis      | a 3h24'22" |
| 122  | Bradley Wiggins     | Cofidis      | a 3h24'35" |
| 123  | Matteo Tosatto      | Quick Step   | a 3h24'57" |
| 124  | Christophe Laurent  | Agritubel    | a 3h25'26" |
| 125  | Unai Etxebarria     | Euskaltel    | a 3h29'15" |
| 126  | Julian Dean         | Crédit Agr.  | a 3h29'36" |
| 127  | Patrick Calcagni    | Liquigas     | a 3h32'31  |
| 128  | Arnaud Coyot        | Cofidis      | a 3h34'37" |
| 129  | Christophe Mengin   | F. des Jeux  | a 3h34'55" |
| 130  | Kjell Carlström     | Liquigas     | a 3h34'56" |
| 131  | Filippo Pozzato     | Quick Step   | a 3h36'09" |
| 132  | Cédric Coutouly     | Agritubel    | a 3h39'03" |
| 133  | Peter Wrolich       | Gerolsteiner | a 3h38'23" |
| 134  | Aitor Hernández     | Euskaltel    | a 3h49'19" |
| 135  | Gert Steegmans      | Davitamon    | a 3h58'19" |
| 136  | Jimmy Casper        | Cofidis      | a 3h59'08" |
| 137  | Wim Vansevenant     | Davitamon    | a 4h01'04" |